# 민미
민미(Minmi)는 백악기 전기 오스트레일리아에 서식했던 곡룡류 중의 일종이다. 초식공룡이고, 몸 전체의 길이는 약 3m이다. 체중은 300kg 정도 되고 비교적 원시적인 종으로 추정된다. 학명은 화석이 발견된 지명 퀸즐랜드주(State of Queensland) 부근의 민미교차점(Minmi Crossing)에서 유래되었다. 복부 부분에 딱딱한 갑옷 형태의 껍질을 가지고 있는 것이나, 척추의 힘줄과 등 부분에 갑옷 형태의 껍질이 많다는 점 등을 고려해 볼 때, 다른 비슷한 공룡들에서는 보이지 않는 특징을 많이 가지고 있다. 중국에서 발견된 메이 (Mei)나 몽골의 콜 (Kol)이 명명되기 이전까지 가장 이름이 짧은 공룡이었다.
2011년의 연구는 Minmi paravertebra가 가장 원시적인 안킬로사우루스과에 속한다는 것을 보여준다.